# Atenógenes Silva
Atenógenes Silva y Álvarez Tostado (Guadalajara, Jalisco, México, 26 de agosto de 1848 - Morelia, Michoacán, México, 26 de febrero de 1911) fue un prelado católico, catedrático y académico mexicano. 

## Semblanza biográfica
Fue hijo de Joaquín Silva e Ignacia Álvarez Tostado. Nació el 26 de agosto de 1848 en Guadalajara, Jalisco. Se ordenó sacerdote el 30 de noviembre de 1871 en la Parroquia del Sagrario de Guadalajara. Obtuvo el título de doctor en teología en la Academia Pontificia de Guadalajara. 
A los veinticinco años de edad, fue cura en Ciudad Guzmán, lugar en donde fundó un observatorio. En 1880 fue nombrado párroco de la misma plaza. En 1883, fue prebendado en la Catedral de Guadalajara, durante su canonjía  fundó asilos de beneficencia y algunas otras instituciones religiosas. Fue catedrático en su alma mater.
El 11 de julio de 1892, el papa León XIII lo nombró obispo de Colima; el 9 de octubre del mismo año fue consagrado por manos del arzobispo Pedro Loza y Pardavé. En esta diócesis fundó el hospital de la Congregación de las Hermanas del Sagrado Corazón y de los Pobres. El 21 de agosto de 1900 fue nombrado arzobispo de Morelia, en esta arquidiócesis fundó escuelas a las cuales dotó con bibliotecas y laboratorios. 
Por su obra fue conocido como el "Padre de los pobres". Fue condecorado con la gran cruz de la Orden de Isabel la Católica. Fue elegido miembro correspondiente de la Academia Mexicana de la Lengua. Murió a los 62 años de edad, el 26 de febrero de 1911, en Morelia.